# Adolf Lu Hitler Marak
Adolf Lu Hitler R. Marak (ur. 1958 lub 1959) – indyjski polityk w stanie Meghalaya, z ramienia partii Nationalist Congress Party.
W latach 2000–2001 był ministrem środowiska stanu Meghalaya w gabinecie Evansiusa Keka Mawlonga.
27 czerwca 2003 został aresztowany pod zarzutem utrzymywania kontaktów z grupą bojowników o nazwie Achik National Volunteers Council. Miesiąc później został zwolniony za poręczeniem majątkowym.
W 2003 nie zasiadł już w ławach parlamentarnych – przegrał nieco ponad 300 głosami z Zenithem M. Sangmą. Zwyciężył dopiero w wyborach w 2008.
W nawiązaniu do swojego kontrowersyjnego nazwiska, Hitler Marak powiedział na łamach „Hindustan Times”: „Możliwe, że moim rodzicom podobało się to imię i dlatego nazwali mnie Hitler... Dobrze się czuję z moim imieniem, jednak nie mam żadnych dyktatorskich zapędów”.
Takie nazwisko w indyjskim parlamencie nie jest niczym niezwykłym. Indyjscy obywatele zafascynowani popularnością niektórych imion, a słabo znający historię decydują się czasem na nadanie ich swoim dzieciom. Inni lokalni politycy nazywają się Lenin R. Marak, Stalin L. Nangmin czy Frankenstein W. Momin.